# 斉藤 (アルバム)
『斉藤』（さいとう）は、斉藤和義の通算16枚目のスタジオ・アルバム。2013年10月23日発売。通算17枚目のアルバム『和義』と同時発売された。発売元はSPEEDSTAR RECORDS。規格品番：VICL-64120（特典付初回盤はVIZL-920）。

## 概要
デビュー20周年リリース第4弾。オリジナル・アルバムとしては前作の『45 STONES』から2年振りの発売となった。
同日には通算17枚目のアルバム『和義』も発売され、キャリア初のオリジナルアルバム2枚同時発売となった。アルバム2枚同時発売は2013年8月25日の兵庫公演中に斉藤本人の口から発表され、その際はまだタイトルは決まっていないと明かされていた。その後同年9月1日の埼玉公演にてタイトルが発表された。
本作『斉藤』は、前作『45 STONES』以降に発売されたシングル収録曲や、提供曲のセルフカバーで構成されている。また、斉藤がすべての楽器を演奏し、多重録音した楽曲が中心となっている。
初回盤は1万セットの完全生産限定で、『斉藤』『和義』の2枚に、特製バブルヘッド人形がセットになったスペシャルパッケージで発売。また、先着購入特典として全4色のスペシャルポスターが用意された。

## 収録曲
| 全作詞・作曲・編曲: 斉藤和義。 |                            |          |            |      |
| #                              | タイトル                   | 作詞     | 作曲・編曲 | 時間 |
| 1.                             | 「やさしくなりたい」       | 斉藤和義 | 斉藤和義   | 5:16 |
| 2.                             | 「Hello! Everybody!」      | 斉藤和義 | 斉藤和義   | 4:17 |
| 3.                             | 「ワンモアタイム」         | 斉藤和義 | 斉藤和義   | 4:59 |
| 4.                             | 「メトロに乗って」         | 斉藤和義 | 斉藤和義   | 5:16 |
| 5.                             | 「罪滅星」                 | 斉藤和義 | 斉藤和義   | 3:47 |
| 6.                             | 「今夜、リンゴの木の下で」 | 斉藤和義 | 斉藤和義   | 5:19 |
| 7.                             | 「ひまわりの夢」           | 斉藤和義 | 斉藤和義   | 2:59 |
| 8.                             | 「パズル」                 | 斉藤和義 | 斉藤和義   | 5:02 |
| 9.                             | 「かげろう」               | 斉藤和義 | 斉藤和義   | 5:17 |
| 10.                            | 「月光」                   | 斉藤和義 | 斉藤和義   | 4:55 |
| 合計時間:                      | 合計時間:                  | 47:07    |            |      |

### 解説
1. やさしくなりたい
39thシングル。日本テレビ系ドラマ「家政婦のミタ」主題歌。
2. Hello! Everybody!
41stシングル『ワンモアタイム』カップリング曲。吉野家「登場」篇CMソング。
3. ワンモアタイム
41stシングル曲。アニメ映画『名探偵コナン 絶海の探偵』主題歌。
4. メトロに乗って
40thシングル『月光』カップリング曲。東京メトロの2012年度CMソング。
5. 罪滅星
藤井フミヤに提供した楽曲のセルフカバー。
6. 今夜、リンゴの木の下で
40thシングル『月光』カップリング曲。映画「ポテチ」主題歌。
7. ひまわりの夢
ライブレコーディング盤『ONE NIGHT ACOUSTIC RECORDING SESSION at NHK CR-509 Studio』収録曲のスタジオ録音バージョン。サッポロビール「北海道プレミアム」CMソング。
8. パズル
関ジャニ∞に提供した楽曲のセルフカバー。
9. かげろう
43rdシングル曲。映画「潔く柔く」主題歌。
10. 月光
40thシングル曲。フジテレビ系ドラマ「家族のうた」主題歌。

## 参加ミュージシャン
- 01.「やさしくなりたい」
  - 斉藤和義：Vocal, Chorus, Acoustic Guitar, Electric Guitar, Organ, Synthesizer, Tambourine, Shaker, Additional Cymbal
  - 玉田豊夢：Drums
  - 隅倉弘至：Electric Bass
  - Recorded & Mixed by 桑野貴充（Victor Studio）
  - Assisted by 大川誠（studio JIVE）
  - Recorded & Mixed at studio JIVE
- 02.「Hello! Everybody!」
  - 斉藤和義：Vocal, Chorus, Acoustic Guitar, Electric Guitar, Electric Bass, Programming, Vox Organ
  - Recorded & Mixed by 桑野貴充（Victor Studio）
  - Assisted by 大川誠（studio JIVE）
  - Recorded & Mixed at studio JIVE
- 03.「ワンモアタイム」
  - 斉藤和義：Vocal, Chorus, Acoustic Guitar, Electric Guitar, Electric Bass, Drums, Programming, Piano, Mellotron, Synthesizer, Tambourine
  - Recorded & Mixed by 桑野貴充（Victor Studio）
  - Assisted by 大川誠（studio JIVE）
  - Recorded & Mixed at studio JIVE
- 04.「メトロに乗って」
  - 斉藤和義：Vocal, Chorus, Acoustic Guitar, Acoustic 12st. Guitar, Electric Guitar, Electric Bass, Drums, Piano, Vox Organ, Synthesizer, Tambourine
  - Recorded & Mixed by 桑野貴充（Victor Studio）
  - Assisted by 大川誠（studio JIVE）
  - Recorded & Mixed at studio JIVE
- 05.「罪滅星」
  - 斉藤和義：Vocal, Chorus, Acoustic Guitar, Electric Guitar, Electric Bass, Drums
  - Recorded & Mixed by 蜂屋量夫（birdie house）
  - Recorded by 秋窪博一（Drops inc.）
  - Assisted by 高須寛光（Victor Studio）、大川誠（studio JIVE）
  - Recorded at studio JIVE
  - Mixed at Victor Studio
- 06.「今夜、リンゴの木の下で」
  - 斉藤和義：Vocal, Chorus, Acoustic Guitar, Acoustic Baritone Guitar, Electric Guitar, Electric Bass, Drums, Tambourine, Shaker
  - 高田漣：Pedal Steel Guitar
  - Recorded & Mixed by 大川誠（studio JIVE）
  - Assisted by 三宅雄也（studio JIVE）
  - Recorded & Mixed at studio JIVE
- 07.「ひまわりの夢」
  - 斉藤和義：Vocal, Chorus, Acoustic Guitar, Electric Guitar, Electric 12st. Guitar, Electric Bass, Andes, Organ, Drums, Conga, Tambourine, Shaker, Whistle, Foot Stomp, Clap
  - 新川富之：Chorus, Foot Stomp, Clap
  - 和田龍一：Chorus, Foot Stomp, Clap
  - 坂本晃彦：Chorus, Foot Stomp, Clap
  - 小田原崇：Chorus, Foot Stomp, Clap
  - 井畑研二：Chorus, Foot Stomp, Clap
  - 佐々木コウ：Chorus, Foot Stomp, Clap
  - Recorded & Mixed by 桑野貴充（Victor Studio）
  - Assisted by 大川誠（studio JIVE）
  - Recorded & Mixed at studio JIVE
- 08.「パズル」
  - 斉藤和義：Vocal, Chorus, Acoustic Guitar, Electric Guitar, Electric Bass, Drums, Synthesizer, Mellotron
  - Recorded & Mixed by 桑野貴充（Victor Studio）
  - Assisted by 大川誠（studio JIVE）
  - Recorded & Mixed at studio JIVE
- 09.「かげろう」
  - 斉藤和義：Vocal, Chorus, Acoustic Guitar, Acoustic 12st. Guitar, Electric Guitar, Electric Sitar, Electric Bass, Drums, Rhythm Box, Synthesizer, Tambourine
  - Recorded & Mixed by 桑野貴充（Victor Studio）
  - Assisted by 大川誠（studio JIVE）
  - Recorded & Mixed at studio JIVE
- 10.「月光」
  - 斉藤和義：Vocal, Chorus, Acoustic Guitar, Electric Guitar, Electric 12st. Guitar, Electric Bass, Drums, Blues Harp, Vox Organ, Tambourine
  - Recorded & Mixed by 桑野貴充（Victor Studio）
  - Assisted by 大川誠（studio JIVE）
  - Recorded & Mixed at studio JIVE